# Švab (priimek)
Švab je priimek več znanih Slovencev:
- Alenka Švab (*1970), sociologinja, univ. prof.
- Alessandro (Aleksander) Švab, operni pevec, dirigent in ustanovitelj akademije Alessandro Svab
- Blaž Švab (*1984), pevec skupine Modrijani in TV-voditelj
- Edvin Švab (1935—2020), zamejski učitelj, tabornik, prosvetni delavec in politik v Italiji
- Erik Švab (*1970), športni plezalec
- Gašper Švab (1797—1866), rimskokatoliški duhovnik in verskovzgojni pisatelj
- Gašper Švab (*1986), kolesar
- Igor Švab (*1957), zdravnik družinske medicine, prof. MF
- Igor Švab, zamejski politik v Trstu
- Miha Švab (*1984), kolesar
- Mitja Švab (1925—2005), časnikar, sindikalist
- Nerina Švab (*1937), učiteljica in prosvetna delavka
- Nika Švab (*1991), dramatičarka, dramaturginja
- Rok Švab (*1984), harmonikar (Modrijani); bratranec Blaža
- Vesna Švab (*1959), psihiatrinja, prof. MF